# Dendropicos griseocephalus
Dendropicos griseocephalus е вид птица от семейство Picidae.

## Разпространение
Видът е разпространен в Ангола, Бурунди, Замбия, Зимбабве, Демократична република Конго, Малави, Мозамбик, Руанда, Свазиленд, Танзания, Уганда и Южна Африка.